# ダニエル・シヴァン

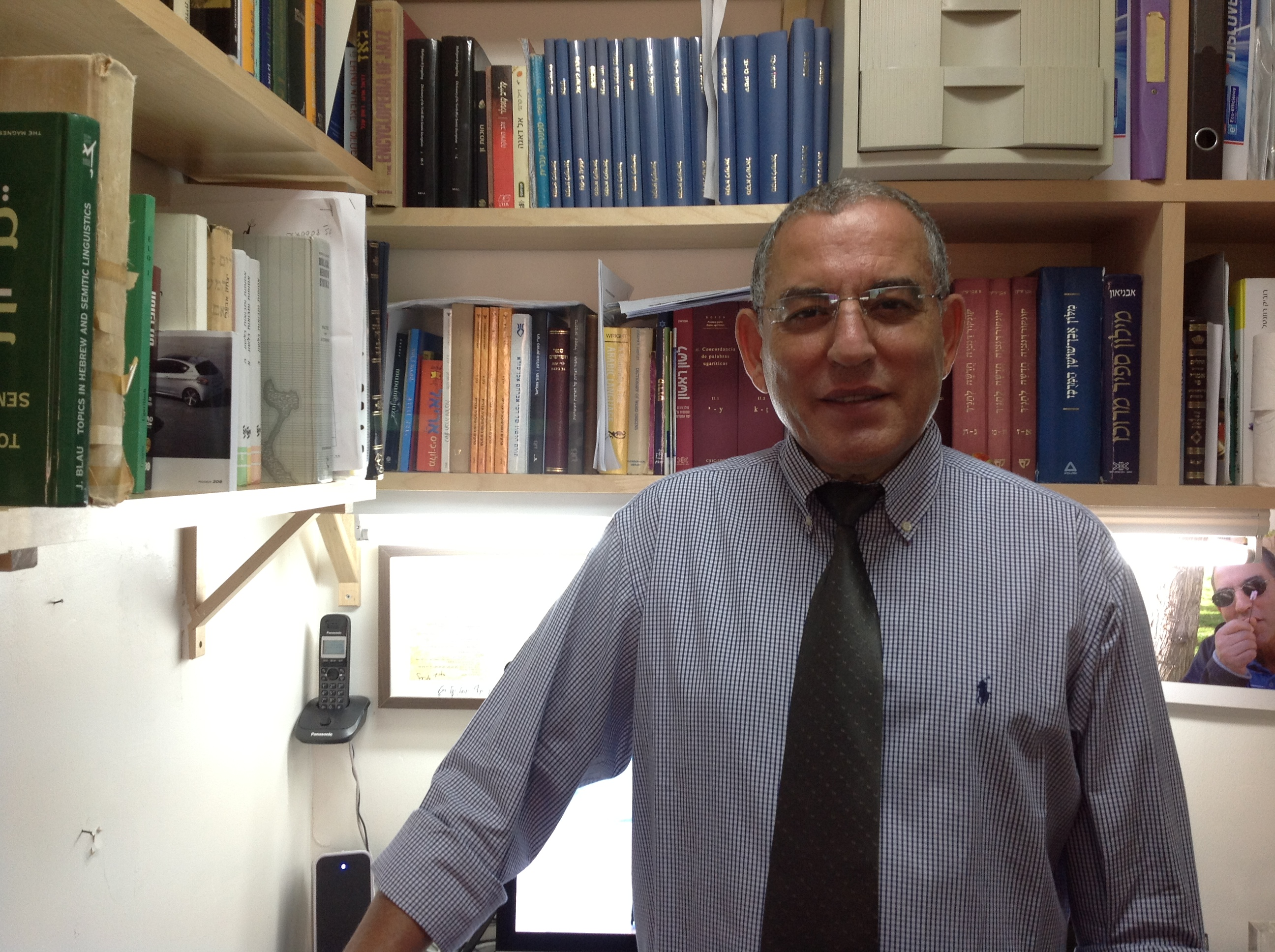
ダニエル・シヴァン

ダニエル・シヴァン（ラテン文字表記:Daniel Sivan、ヘブライ語:1949年דניאל סיון8月21日 - ）は、ネゲヴ・ベン＝グリオン大学ヘブライ語学科のイスラエル人名誉教授である。

## 経歴
ダニエル・シッボニー（後に帰化し、シヴァン）はモロッコのカサブランカで生まれた。両親マフルーフとアレン、彼の二人の兄弟シュムエルとミハエルと共に、イスラエルに移住。マルセイユから船で到着した時、彼らはサフェド近郊のシックン・カナーンに向かった。シボニ一家の最年少の男子、ガビー・シボニはそこで生まれた。
1976年8月、シヴァンはイスラエル国防軍に入り、ツェリフィンで通信部隊のコーディング講師になった。彼は兵役を全うすると、ラマット・ガンに移りテルアビブ大学で学んだ。1970年に聖書学とヘブライ語学で学士号を取得した。研究を続けて、ヘブライ語とセム諸語で修士号を取得した。彼の学位論文は、同大学の教授であったアンソン・フランク・レイニー指導の下、「ウガリットからのアッカド語文書における北西セム語」である。シヴァンの博士号論文「中期青銅器時代におけるイスラエルとシリアからのアッカド語文書に見られる母音」は、ギデオン・ゴールデンバーグ教授とレイニー教授の指導の下で書かれた。
2009年から2011年、シヴァンはラジオ・ダロムで毎週ジャズ番組を放送した。彼はバンド「コアフ・メシハ(重力)」のメンバーであり、彼の弟ガビー・シヴァンと共にギターを弾いてブルースとジャズを歌った。後年、シヴァンはバンドを辞め、バンドは名前をジュークボックスに変えた。
シヴァンは既婚（再婚）で、最初の妻との間に3人の子供がいる。

## 学問の経歴
1979年10月、シヴァンはネゲブ・ベン＝クリオン大学でヘブライ語学部の講師に任命され、1997年に正教授となった。
1986年と1990年に、シヴァンはハーバード大学とブランダイズ大学で客員教授となった。
マヤ・フルフトマン教授と共に、彼は大辞典「アリエル」を編纂し、ハイム・ディヒー博士と共に、「アリエル」のアラム語及びヘブライ語辞書を編纂した。これら2冊の辞書は共にコリーム出版社から出版された。

## 研究分野
- 古代ヘブライ語(聖書ヘブライ語および聖書ヘブライ基語)[4]
- 北西セム諸語(アマルナ文書におけるカナン人、ウガリット語、フェニキア語およびカルタゴ語、聖書時代のヘブライ語碑文、アモン碑文)
- 中世ユダヤ人文法学者(ハイユージ、イブン・ジャナフなど)

シヴァンは文法学者ラビ・イェフダ・ハイユージの著作物を研究した。彼は著作物の言語的概念のいくつかについて記事を書き、2012年にアリー・ワタド博士と共に、「アラビア語起源と現代ヘブライ語への翻訳におけるラビ・イェフダ・ハイユージの3つの文法エッセー」と呼ばれる注釈付き批判校訂版をネゲブ・ベン＝グリオン大学出版社から出版した。

## 出版物[5]

### 英語
- 1997年、ウガリット語文法、ライデン、ニューヨーク、ケルン

### 編集本
- ツィッポラ・タルシール、シャミール・ヨナと共著:シュムエルへの贈り物 - 聖書世界の研究、エルサレム
- 2003年、パブロ＝イツハク、ハレヴィ＝キルトシュークと共著:ヤコブの声 - ヤコブ・ベン＝トゥリア教授の随筆集、ベエルシェバ